# Trevignano Romano
Trevignano Romano är en ort och kommun i storstadsregionen Rom, innan 2015 provinsen Rom, i regionen Lazio i Italien. Kommunen hade 5 698 invånare (2018).